# 1 Dywizja Piechoty (Imperium Rosyjskie)

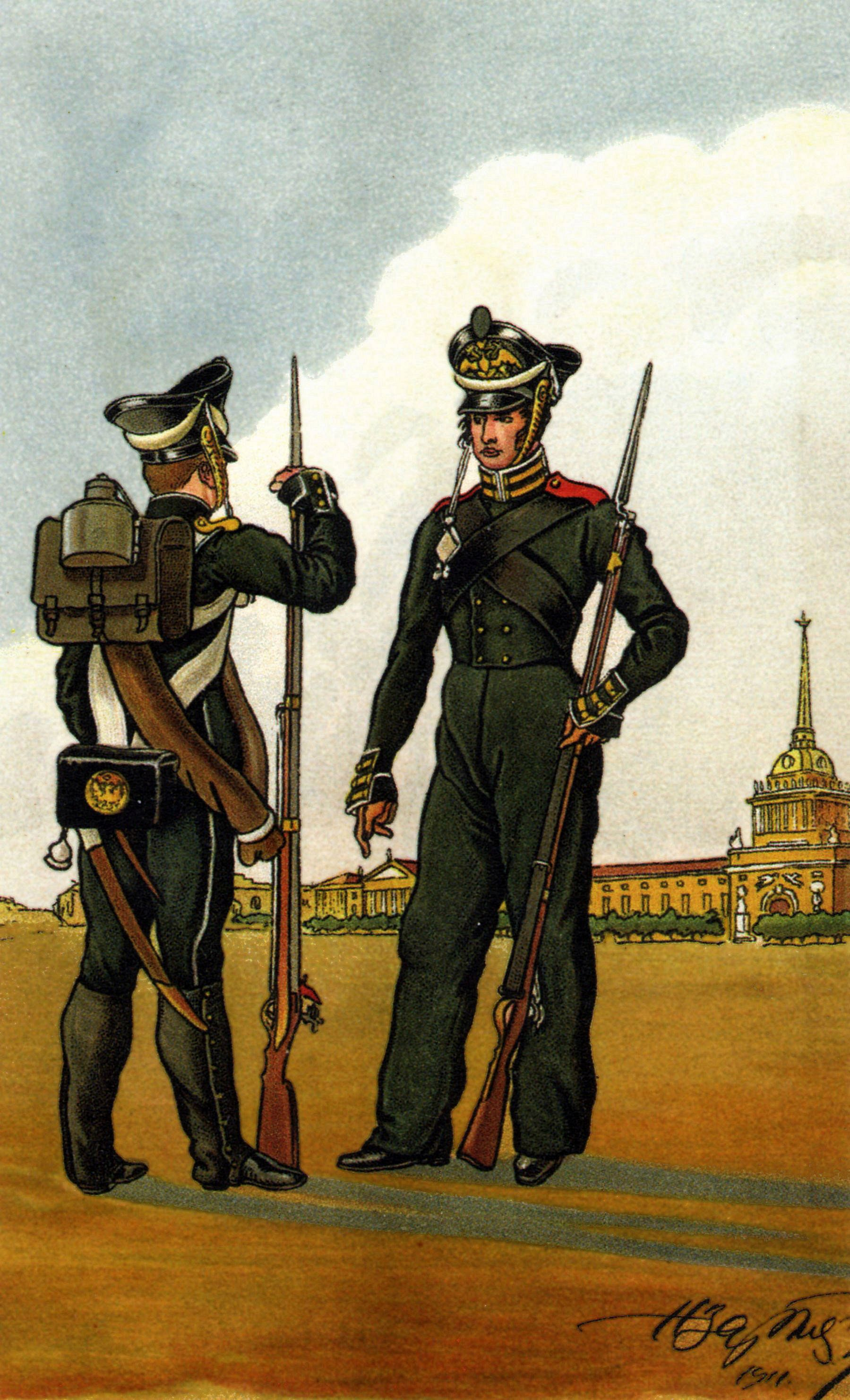
Żołnierze dywizji

1 Dywizja Piechoty (ros. 1-я пехотная дивизия) – dywizja piechoty armii Imperium Rosyjskiego, w tym okresu działań zbrojnych I wojny światowej.

## Charakterystyka
W 1914 wchodziła w skład 13 Korpusu Armijnego. Sztab dywizji stacjonował w Smoleńsku. W tym czasie dywizja etatowo posiadała cztery pułki po cztery bataliony oraz brygadę artylerii polowej z 6 bateriami po 8 dział. Doświadczenie zdobyte podczas walk na frontach I wojny światowej  skutkowało zmianami organizacyjnymi. Zimą z 1916 na 1917 rozpoczęto reorganizację dywizji piechoty. Zredukowano liczbę batalionów z 16 do 12 i zmniejszono liczbę dział polowych na mniej aktywnych odcinkach frontu.

## Struktura organizacyjna
Organizacja w 1914
- 1 Brygada Piechoty (Smoleńsk)
  - 1 Newski pułk piechoty (Rosław)
  - 2 Sofijski pułk piechoty (Smoleńsk)
- 2 Brygada Piechoty (Smoleńsk)
  - 3 Narwski pułk piechoty (Smoleńsk)
  - 4 Koporski pułk piechoty (Smoleńsk)
- 1 Brygada Artylerii